# Lucha Underground
A Lucha Underground egy profi pankrációs TV show. A heti rendszerességgel jelentkező show angol nyelven az El Rey Network-ön, spanyolul pedig az UniMás-on látható. A szereplő profi pankrátorok lehetnek amerikai független pankrátorok illetve a mexikói Asistencia Asesoría y Administración (AAA) pankrátorai. Az eredeti név Lucha: Uprising volt, de ezt a nevet egyszer sem használták adásokon.

## Történet és sugárzás
2014 januárjában bejelentették, hogy az El Rey Network egy heti egyórás TV show-t az USA-ban az év második felében. A show össze van kötve az Asistencia Asesoría y Administración (AAA)-al. 2014 júliusában a showt próbaképpen elnevezték Lucha: Uprising-nek. 2014 augusztusában átnevezték Lucha Underground-ra és bejelentették, hogy öt AAA fog csatlakozni a show-hoz. Ők név szerint Blue Demon Jr., Sexy Star, Fenix, Drago és Pentagon Jr. A showt élő közönség előtt veszik fel a Los Angeles-i Boyle Heights-ban. Az első adás 2014. szeptember 6-án volt.
A műsor az El Rey Network-ön látható szerdánként helyi idő szerint este 8-kor. Az El Rey elérhető kábel és műholdas sugárzáson keresztül a Comcast, Time Warner, Cox Communications, DirecTV, Bright House Networks, Dish Network és Suddenlink Communications szolgáltatóknál.
2014. október 5-én Prince Puma lett az első Lucha Underground Bajnok, miután megnyerte az Aztec Warfare meccset.
2015. február 8-án Angélico, Ivelisse és Son of Havoc lettek az első Lucha Underground Trios Bajnokok, miután megnyerték a Trios Tournamentet.

## Bajnoki címek
| Bajnoki cím                                     | Jelenlegi bajnok                                 | Megnyerés időpontja | Show                      | Előző bajnok(ok)                   | Megjegyzés                                                                                            |
| ----------------------------------------------- | ------------------------------------------------ | ------------------- | ------------------------- | ---------------------------------- | --- |
| Lucha Underground Championship                  | Mil Muertes                                      | 2015. április 19.   | Ultima Lucha              | Prince Puma                        | Az adást 2015. augusztus 5-én sugározzák.                                                             |
| Lucha Underground Gift of the Gods Championship | Fenix                                            | 2015. április 19.   | Ultima Lucha              | -                                  | Megnyerte a 7 fős Battle Royalt, így ő lett az első bajnok. Az adást 2015. augusztus 5-én sugározzák. |
| Lucha Underground Trios Championship            | Barrio Negro, El Siniestro de la Muerte és Terce | 2015. április 18.   | Lucha Underground TV Adás | Angélico, Ivelisse és Son of Havoc | Az adást 2015. július 29-én sugározzák.                                                               |

## Fordítás
- Ez a szócikk részben vagy egészben  a   Lucha Underground című angol Wikipédia-szócikk ezen változatának fordításán alapul.  Az eredeti cikk szerkesztőit annak laptörténete sorolja fel. Ez a jelzés csupán a megfogalmazás eredetét és a szerzői jogokat jelzi, nem szolgál a cikkben szereplő információk forrásmegjelöléseként.